# 鲍姆加特纳·佐尔特
鲍姆加特纳·若尔特（匈牙利語：Baumgartner Zsolt，1981年1月1日—），生于德布勒森，是F1历史上唯一一名匈牙利车手。
2003年匈牙利大奖赛上鲍姆加特纳代替受伤的拉尔夫·费尔曼，首次参加F1比赛，他也参加了意大利站的比赛。但都没有获得积分。
2004年鲍姆加特纳离开乔丹车队，加盟米纳尔迪车队，成为一名正式车手。在2004年美国大奖赛上获得第八名（同时也是倒数第二名）。这是米纳尔迪车队两年来首次获得积分。
此后退出F1，参加冠军方程式等赛事。